# Pseudotrapelus sinaitus
Pseudotrapelus sinaitus is een hagedis uit de familie van de agamen (Agamidae).

## Naam en indeling
De wetenschappelijke naam van de agame werd voor het eerst voorgesteld door Carl Heinrich Georg von Heyden in 1827. Oorspronkelijk werd de wetenschappelijke naam Agama sinaita gebruikt.  Het was lange tijd de enige soort uit het geslacht Pseudotrapelus, maar recentelijk zijn drie soorten beschreven die aan het geslacht worden toegekend.
De soortaanduiding sinaitus betekent vrij vertaald 'agame van de sinaï'.

## Uiterlijke kenmerken
Pseudotrapelus sinaitus wordt ongeveer 25 cm waarvan de staart 2/3 van uitmaakt. Zijn middelste (3de) teen is in tegenstelling tot andere agamen de grootste. Ze zijn overdag actief. Ze jagen op insecten en andere geleedpotigen maar eten ook delen van planten. Mannetjes hebben een felle blauwe kleur waarmee ze vrouwtjes (met bruine vlekken) aantrekken.

## Verspreiding en habitat
De agame komt voor in delen van het Midden-Oosten en Afrika en leeft in de landen Egypte, Israël, Jordanië, Syrië, Saoedi-Arabië, Verenigde Arabische Emiraten, Soedan, Ethiopië en Eritrea.

## Ondersoorten
De soort wordt vertegenwoordigd door twee ondersoorten, met de auteur en het verspreidingsgebied.
| Naam                            | Auteur        | Verspreidingsgebied                 |
| ------------------------------- | ------------- | ----------------------------------- |
| Pseudotrapelus sinaitus         | Heyden, 1827  | De rest van het verspreidingsgebied |
| Pseudotrapelus sinaitus werneri | Moravec, 2002 | Syrië, Jordanië                     |